# Вища гірнича школа Сен-Етьєну
École nationale supérieure des mines de Saint-Étienne — французький університет, велика інженерна школа, заснована в 1816 році, у Сент-Етьєні. Серед цілей, які ставить перед собою університет, — підтримка розвитку своїх студентів і компаній за допомогою низки курсів і дослідницьких сфер, від початкової підготовки інженерів загального профілю ingénieurs civils des mines до викладання докторської дисертації; від наук про матеріали до мікроелектроніки, проходячи через технологічну техніку, механіку, навколишнє середовище, цивільне будівництво, фінанси, інформаційні технології та інженерію охорони здоров’я.
Школа була заснована 2 серпня 1816 року за розпорядженням Людовика XVIII.

## Премія пуРква
Премія пуРква — це «міжнародна премія за наукову грамотність дітей планети», яка щорічно присуджується Вищою національною школою шахт Сент-Етьєна та Французькою академією наук. Премія присуджується піонерам у впровадженні загальнонаукової освіти в шкільних програмах для дітей віком до 16 років. Він був започаткований у 2004 році з ініціативи Роберта Жерміне, директора école nationale supérieure des mines Сент-Етьєна, і отримав грошову нагороду в розмірі 80 000 євро.

## Відомі викладачі
- Шарль Комб, видатний французький інженер і математик

## Знамениті випускники
- Махамаду Іссуфу, нігерський політик